# Yago Álvarez Barba
Yago Álvarez Barba (Porriño, 1980) es un periodista y comentarista económico español, especializado en temas económicos, como fiscalidad, deuda, economía digital o banca, desde una perspectiva crítica y social. Es conocido por su trabajo como coordinador de la sección de Economía en el medio de comunicación El Salto y por ser el fundador de El Salmón Contracorriente, un medio dedicado a la economía crítica.

## Trayectoria
Álvarez nació en Porriño, Pontevedra, y pasó su infancia en Valencia, donde su familia se trasladó cuando era niño. Se licenció en Administración y Dirección de Empresas por la Universidad Politécnica de Valencia (UPV). Durante su etapa universitaria, realizó un año de intercambio Erasmus en Holanda, una experiencia que marcó su visión sobre diversos aspectos económicos y sociales. También trabajó varios años en el sector de la banca y los seguros lo que le ayudó a ver el funcionamiento del sistema desde dentro.
En 2012, inició su andadura en el periodismo económico crítico con un blog bajo el pseudónimo Economista Cabreado (@EconoCabreado), donde abordaba temas de política económica desde una perspectiva de izquierda. Dos años después, en 2014, fundó El Salmón Contracorriente, un periódico digital enfocado en la economía alternativa y las finanzas éticas, que se consolidó como referente en el ámbito de la economía crítica. En 2017, este medio se integró en el diario El Salto, y desde entonces, Álvarez coordina la sección de Economía, donde continúa su labor de análisis crítico de la economía, fiscalidad y comercio internacional.
Además de su trabajo en el ámbito periodístico, como activista ha participado en diversas organizaciones y movimientos sociales, como la Plataforma Auditoría Ciudadana de la Deuda (PACD), la Plataforma por la Justicia Fiscal, la Plataforma contra los Fondos Buitre y Economistas sin Fronteras. También ha investigado y escrito sobre el negocio del control fronterizo, la industria armamentística y sus vínculos con la banca, abordando los entresijos del capitalismo y sus repercusiones sociales. Ha colaborado en medios de comunicación como Televisión Española, La Sexta, Cuatro, TV3, ETB y Canal RED, aportando su visión sobre temas económicos y sociales.
En 2023, Álvarez publicó su libro Pescar el salmón, donde analiza la función de la prensa económica, conocida como prensa salmón por el color de las páginas de economía, desde una perspectiva crítica. La obra destaca la contradicción entre la percepción de los socialistas y los intervencionistas, que creen vivir en un mundo dominado por el libre mercado, y la de los liberales, que consideran que el consenso socialdemócrata prevalece y que ellos están en una posición minoritaria. Además, cuestiona el excesivo uso de anglicismos en la prensa económica, como parte de una estrategia para confundir a los lectores y evitar la crítica.

## Obra
- 2023 – Pescar el salmón: Bulos, narrativas y poder en la prensa económica. Capitán Swing. ISBN 978-84-12708-56-1